# تپه گرد مالان
تپه گرد مالان مربوط به هزاره اول قبل از میلاد است و در شمال بوکان واقع شده و این اثر در تاریخ ۱۶ دی ۱۳۴۵ با شمارهٔ ثبت ۵۹۳ به‌عنوان یکی از آثار ملی ایران به ثبت رسیده است.